# Босу баланс тренер
БОСУ баланс тренер (БОСУ лопта) је реквизит за тренинг фитнеса, који је 1999. године изумео Дејвид Век и који се састоји од надуване гумене полулопте причвршћене на чврсту платформу. Реквизит се често користи за балансирање. БОСУ или БОСУ балон (назив је изведен од акронима „BOth Sides Up“ - обе стране окренуте нагоре) је реквизит за вежбање током рехабилитације или за физичку дефиницију доњих екстремитета. Састоји се од надуване и меке полулопте на којој особа покушава да одржи равнотежу стојећи на једној или обе ноге. Када се купола окрене нагоре, БОСУ лопта обезбеђује нестабилну површину, реквизит стоји стабилно. Ова комбинација стабилно-нестабилног реквизита омогућава широку примену. Када се заобљена страна окрене нагоре, справа се може користити за спортске вежбе и аеробне активности. Уређај се може окренути и тако да заравњени део буде на горњој страни. У овом положају справа је веома нестабилна и може се користити и за друге облике вежбања.
Користи се и назив „плава полулопта“, јер изгледа као лопта за балансирање пресечена напола.

## Критика и предности
У научном експерименту на Универзитету у Источном Илиноису 2009. године, 12 мушкараца је радило различите физичке вежбе са или без БОСУ лопте. Коришћење БОСУ лопте није довело до разлике у активности мишића. Зато је закључено да БОСУ лопта није довела значајног побољшања и да су вежбе које се изводе на стабилним основама једнако ефикасне као оне изведене на БОСУ лопти.
Друга студија која се усредсредила анализи вежби које се изводе на једној нози показује врло сличне резултате (нема разлике у мишићној активности са и без БОСУ лопте). Међутим, нестабилна површина повећава активацију равног трбушног мишића и омогућава већу активност по вежби у односу на стабилну површину. Вежбе на лопти за вежбање изискују већу електромиографску активност (ЕМГ) него вежбе на стабилној платформи.